# Karl-Richard Frey
Karl-Richard Frey (Troisdorf, 11 luglio 1991) è un judoka tedesco.

## Biografia
È fratello maggiore di Johannes Frey, anche lui judoka di caratura internazionale.
Ha vinto il bronzo ai mondiali di Čeljabinsk 2014 e l'argento a quelli di Astana 2015 nei 100 kg.
Ha rappresentato la Germania ai Giochi olimpici estivi di Rio de Janeiro 2016, dove si è classificato al quinto posto nei 100 kg.
Cinque anni più tardi, ha fatto parte della spedizione tedesca all'Olimpiade di Tokyo 2020, vincendo il bronzo nella torneo a squadre miste e si è classificato settimo nei 100 kg.

## Palmarès
- Giochi olimpici

Tokyo 2020: bronzo nella squadra mista;
- Mondiali

Čeljabinsk 2014: bronzo nei 100 kg;
Astana 2015: argento nei 100 kg;